# Melaleuca viminalis
A Melaleuca viminalis a mirtuszvirágúak (Myrtales) rendjébe és a mirtuszfélék (Myrtaceae) családjába tartozó faj.

## Rendszertani eltérés
Korábban a kefevirágok (Callistemon) közé volt besorolva, mint Callistemon viminalis.

## Előfordulása
A Melaleuca viminalis eredeti előfordulási területe az ausztráliai Queensland és Új-Dél-Wales államok. Dísznövényként számos helyre betelepítették, ezek közül a Bahama- és Kanári-szigeteken, valamint Salvadorban, Kenyában és Tanzániában vadonélő állományokat hozott létre.

## Alfajai
- Melaleuca viminalis subsp. rhododendron Craven
- Melaleuca viminalis subsp. viminalis (Sol. ex Gaertn.) Byrnes

## Megjelenése
Ez a növényfaj egy nagy cserje vagy kis fa, amely akár 10 méter magasra is megnőhet. A főtörzsből több kisebb törzs is kinőhet, ezekből pedig a meghajló ágak. A 25-138 milliméter hosszú és 3-27 milliméter széles levelek váltakozva ülnek, többé-kevésbé laposak, de a végüknél kihegyesednek. Az élénkvörös virágok nagy karós virágzatokba rendeződnek. A karók általában az ágak végén helyezkednek el, és elvirágzás után is nőnek. A virágzat 40-100 milliméter hosszú és 35-50 milliméter átmérőjű; általában 15-50 darab virágot tartalmaz. Habár az év akármelyik szakaszában virágozhat, ezt főleg szeptember és december között teszi. A termése elfásult tok, amely 3,8-4,8 milliméter hosszú és 5-6 milliméter átmérőjű.